# Vehículo sumergible operado remotamente

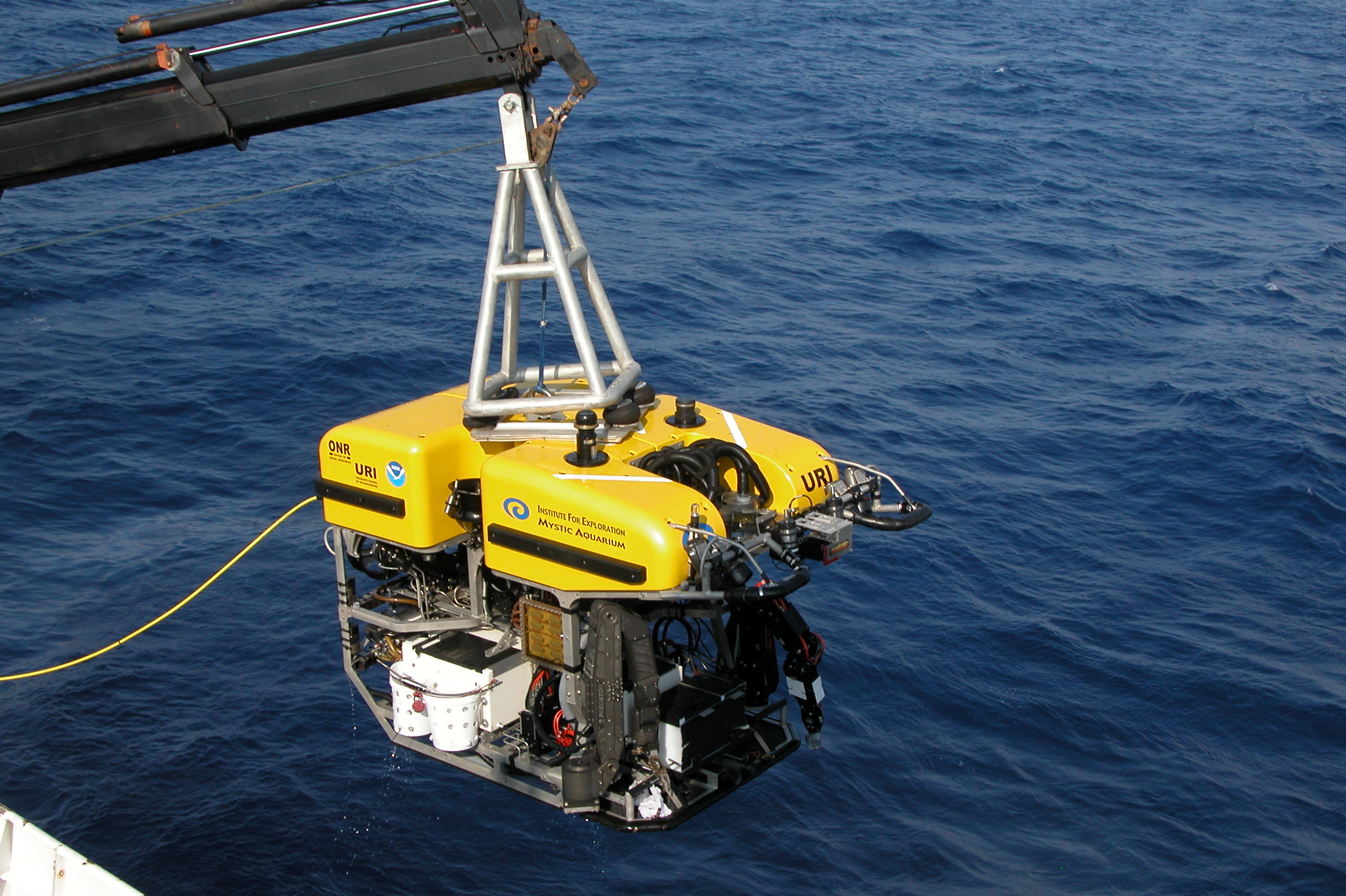
ROV Hercules.

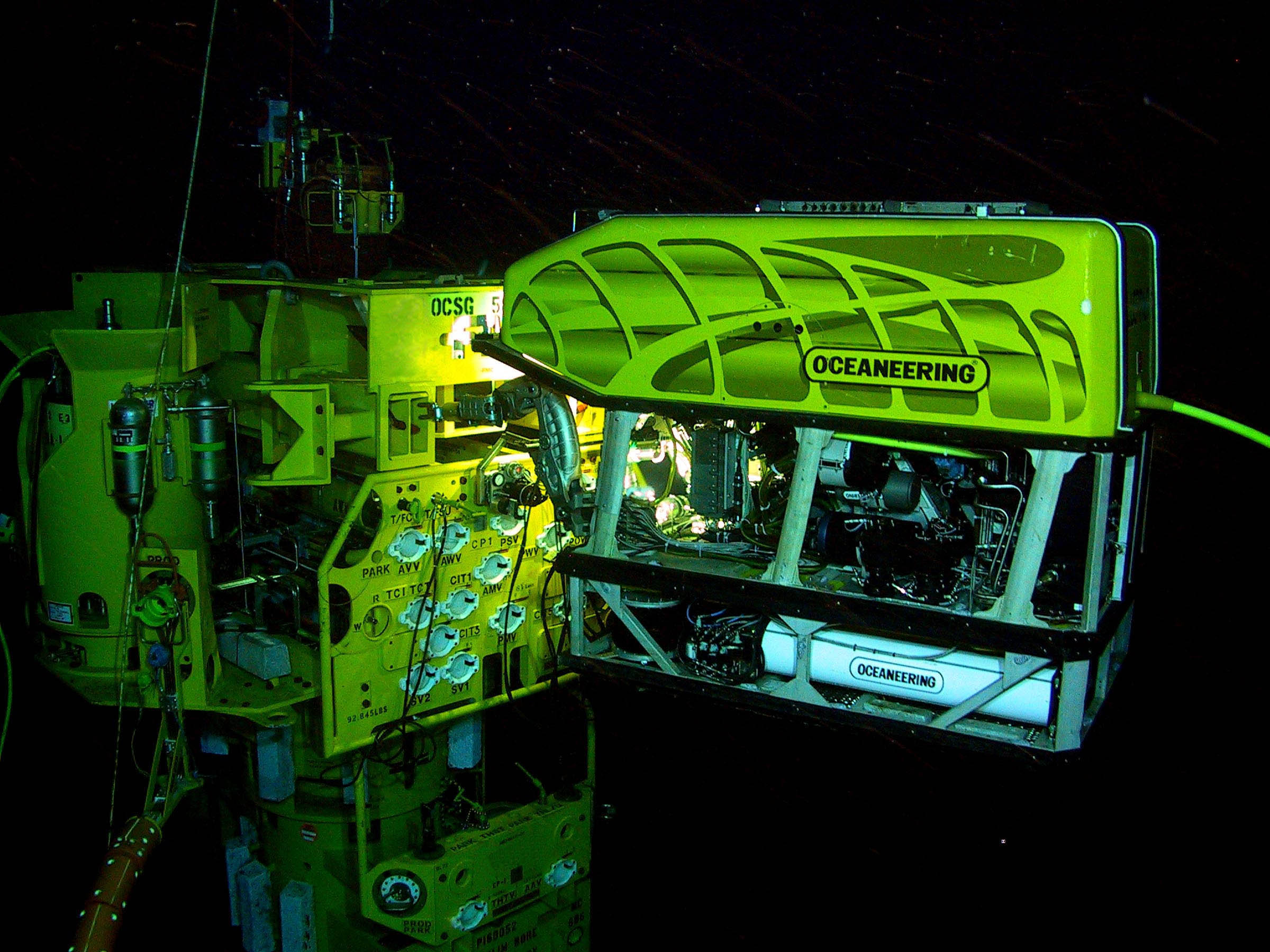
Un ROV trabajando en una estructura submarina.

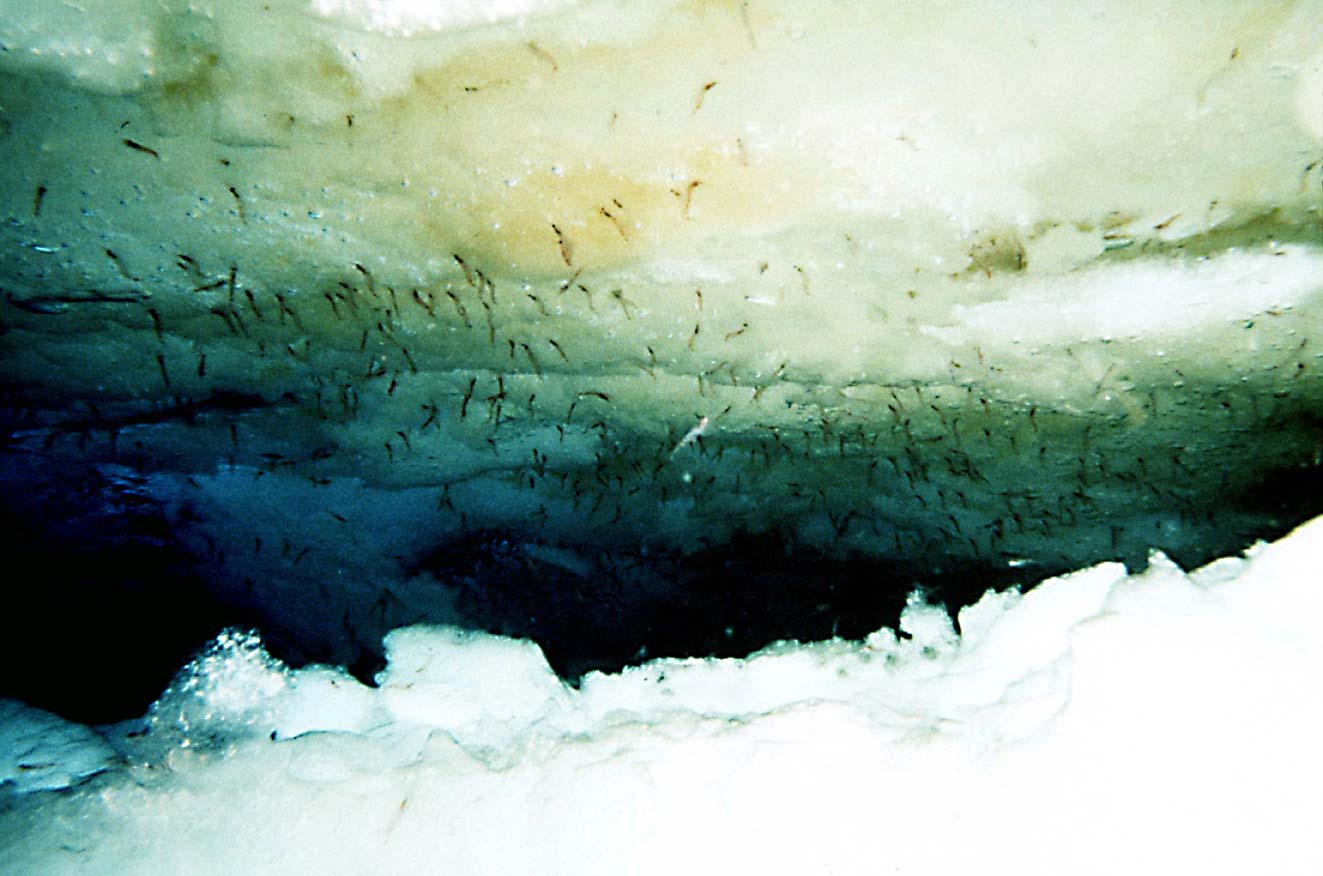
Imagen grabada por un ROV.

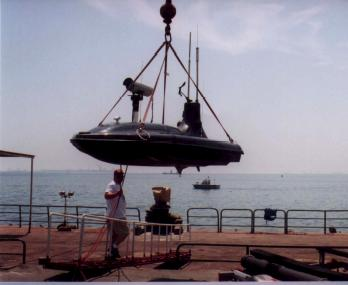
ROV sumergible "OWL" utilizado en técnicas contra hombres rana

Los ROV, acrónimo del inglés remotely operated vehicle (en español, vehículo operado remotamente) son vehículos que están controlados por un operador humano que no está físicamente dentro del vehículo. Pueden estar operados por señales de radio o mediante un cable o una línea que conecte el vehículo al lugar donde se encuentre el operador humano.

## Descripción
En este artículo nos referiremos únicamente a los ROV sumergibles, también conocidos como ROUV (por las siglas del inglés remotely operated underwater vehicle). Un ROUV es un robot submarino no tripulado y conectado a un barco en la superficie por medio de un cable largo. La energía y las órdenes se envían mediante un mando a distancia a través del cable al ROV.
A través del cable se transmiten también los datos de las cámaras fotográficas del ROV, los datos de los sensores y de los sonares al centro de control del barco de la superficie.
Los ROVS pueden llevar una gran variedad de brazos manipuladores para realizar trabajos en las profundidades, o simplemente una cámara fotográfica con el fin de captar las imágenes del fondo del mar.
El cable del ROV presenta ventajas e inconvenientes. Las ventajas es que es posible transmitir al ROV fácilmente la energía y los datos, y los inconvenientes es que el propio peso del cable requiere una gran cantidad de energía para moverlo. 
Clasificación de los ROV: 
- ROVs de buceo libre y conexión con cable
- ROVs remolcados de fondo y de media profundidad
- ROVs de arrastre por el fondo

La mayor parte de los ROVs están equipados con cámaras de video.
Los ROVs de buceo libre pueden operar con 6 grados de libertad.
Aunque algún ROVs tiene baterías a bordo, se suelen alimentar desde la superficie mediante el cable. 
Estos vehículos apenas flotan en la superficie. Para descender utilizan una hélice en sentido vertical.
En el otro extremo en cuanto a costes se encuentran los ROVs de bajo coste (Low Cost ROVs, LCROVs).

## Control de los ROV
El control de los ROVs se realiza mediante un cable umbilical debido a las dificultades que existen para la transmisión de las ondas de radio en el agua del mar. Para poder realizar una transmisión efectiva, las ondas de radio deben ser de una gran longitud de onda, y esto requiere grandes antenas (centenares de metros) que las hacen poco operativas. Por lo cual a este cable lo llamamos Tether o Umbilical, dependiendo si utilizamos un TMS o no. 
El tether estará formado en su versión más simple por conductores de cobre (alimentación y señal), un aislante y una protección exterior. Pero a medida que aumentan los requerimientos del vehículo, el tether estará compuesto por conductores de alta tensión, conductores de señal y cables de fibra óptica.
El control del vehículo lo realiza un equipo de técnicos, generalmente formado por un pilot/co-piloto y supervisor. En la actualidad las compañías operadoras de ROV, requieren que los operadores posean una formación certificada de Piloto Técnico, dada la complejidad técnica de su manejo y su mantenimiento

## Clasificación
Podemos encontrar dos tipos de clasificación.

### Por tamaño
- son pequeños o de observación: En esta clasificación se encuentran todos los pequeños ROV que solo suelen llevar una cámara de video y un par de luces de iluminación. Su peso máximo es de unos 10 kg, una potencia de 2KW,3 o 4 motores, y la profundidad máxima de 150/200 metros, aunque será muy difícil su pilotaje a más de 50 metros. Su uso principal es la observación e inspección de fondos marinos/instalaciones, etc.
- ROV medianos: En esta clasificación entran los ROV que poseen un peso de 100/200 kg, poseen 2 o 3 cámaras de video, varias luces de iluminación, 6 motores, potencia eléctrica entre 5 y 10 kw, profundidad máxima de trabajo 1000 metros, pueden portar uno o dos brazos manipuladores con capacidad para pequeños trabajos. Su principal uso es la observación como en el caso anterior pero con mucha más capacidad de pilotaje, en peores condiciones de mar, y gracias al equipamiento que pueden transportar se podrán utilizar para recoger muestras, cortar cables, activar válvulas, etc.

### Por clase
- ROV Working Class: En esta última clasificación, están los grandes ROV, con accionamiento hidráulico, 100/150/200 hp, varias cámaras de video, 2 manipuladores, peso 1/2 tn, profundidades de trabajo 2000/4000 metros, etc. Este tipo de equipo se utiliza en las operaciones de construcciones submarinas de gran requerimiento.
- ROV prototipos: En la actualidad existen proyectos de construcción de ROVs o HROV para llegar a los 7000 metros de profundidad, con el objetivo de analizar la fosa de las Marianas. Esto requiere una complejidad técnica enorme, pero podríamos ver los resultados en 2017.